# Marienstraße (Berlin)
Die Marienstraße im Berliner Ortsteil Mitte ist eine etwa 300 Meter lange, um 1827 in der damaligen Friedrich-Wilhelm-Stadt angelegte, Wohnstraße. Ihre als durchgängiger Straßenzug errichteten Gebäude entstanden zwischen 1830 und 1840. Als einzige Berliner Straße dieser Epoche ist sie fast vollständig erhalten.

## Geschichte

Friedrich-Wilhelm-Stadt mit Marienstraße, 1905 (Meyers Konversations-Lexikon)

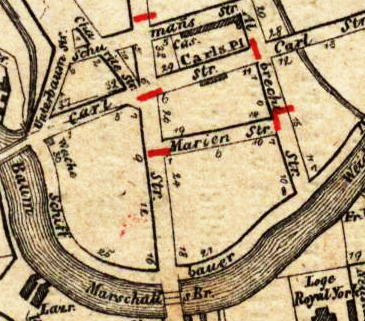
Marienstraße mit Barrikaden (rot) am 18./19. März 1848

Auf dieser Fläche der früheren Spandauer Vorstadt von Alt-Berlin befanden sich noch bis in das 18. Jahrhundert Wiesen und Morast. Durch die preußische Siedlungspolitik bei etwa zeitgleich beginnender Industrialisierung wurde eine Stadterweiterung notwendig, es entstand ab 1825 die Friedrich-Wilhelm-Stadt. Die neuen Straßen erhielten Bezeichnungen nach Adligen der damaligen Zeit. Der Name der Marienstraße leitet sich von Prinzessin Marie Luise Alexandrine von Sachsen-Weimar-Eisenach (1808–1877) ab, die bei der Benennung der Straße noch Verlobte von Prinz Carl von Preußen war und einige Wochen später die Schwiegertochter des Königs Friedrich Wilhelm III. wurde. In amtlichen Dokumenten wird der 16. April 1827 als Tag der Namensvergabe angegeben.
Die Wohnbauten der Marienstraße gehen größtenteils auf Pläne von August Stüler zurück, einem Schüler Schinkels. Die drei- oder viergeschossigen Häuser entsprachen den Vorstellungen der damaligen Zeit und zeigen vor allem Elemente des Spätklassizismus, die in klar gegliederten Giebeln, Friesen und Blumenreliefs bestehen. Bereits ab 1860 wurden erste Wohnhäuser rekonstruiert, wobei einige Gebäude aufgestockt wurden. Fassaden wurden dem Zeitgeschmack angepasst, sodass aus früheren rechteckigen Mitteltoren nun Rundbogentore entstanden und Tordekore geändert wurden. Um zusätzlichen Wohnraum zu schaffen, erhielten einige Häuser Seitenflügel. In die Mietwohnungen zogen mehr und mehr Studenten, Mitarbeiter der Charité, Künstler und Intellektuelle – man sprach von einem „Quartier Latin“.
Während der Märzrevolution standen am 18./19. März 1848 an den Enden der Marienstraße drei Barrikaden.
Der Zweite Weltkrieg hatte in der Berliner Innenstadt schwere Schäden angerichtet, die Marienstraße blieb jedoch in ihrer Grundsubstanz erhalten. Der Ost-Berliner Magistrat hatte 1970 eine umfassende Rekonstruktion der gesamten Friedrich-Wilhelm-Stadt beschlossen und die Wohnhäuser unter Bestandsschutz gestellt. Zwischen 1970 und 1973 erhielten die Fassaden frische Farbanstriche in den früheren Originalttönen Steingrau, Rosé und Lindgrün, Schmuckelemente wurden ausgebessert. Gleichzeitig erhielten die Wohnungen modernen Wohnkomfort wie Zentralheizung oder Warmwasser. Seit dieser ersten Restaurierung gilt die Marienstraße als architektonisches Kleinod und fast alle ihre gesamten Häuser sind seither in der Berliner Denkmalliste verzeichnet.

## Bekannte ehemalige Bewohner der Marienstraße

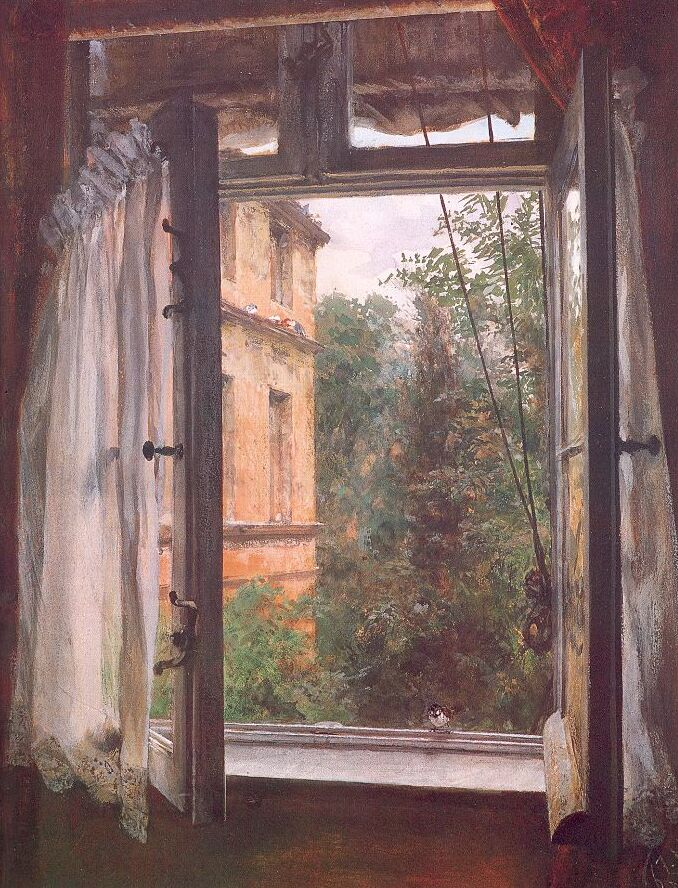
Adolph von Menzel: Blick aus einem Fenster in der Marienstraße

- Marienstraße 4: Jean Sibelius, finnischer Komponist, verbrachte hier 1889 bei seiner ersten Auslandsreise ein Studienjahr.[5] Am 23. April 2008 wurde an dem Haus eine Gedenktafel eingeweiht.[6]
- Marienstraße 6: Michail Iwanowitsch Glinka, russischer Komponist, wohnte im Sommer 1856 hier.
- Marienstraße 10: Dora Koch-Stetter, expressionistische Landschafts- und Porträtmalerin, wohnte hier bei ihrer Mutter (ca. 1911).[7]
- Marienstraße 14: Johannes Tropfke, Mathematiklehrer und Stadtverordneter, lebte hier. Am Haus befindet sich eine Gedenktafel.
- Marienstraße 22: Adolph von Menzel, realistischer Maler, lebte von 1865 bis 1867 (nach anderen Angaben von 1860 bis 1864)[1] hier. Er verewigte das Haus in seinem Gemälde Blick aus einem Fenster in der Marienstraße. Auch an diesem Gebäude wurde eine Gedenktafel angebracht, die allerdings falsche Jahreszahlen angibt.[8][9]
- Marienstraße 24/27: Angela Merkel, Bundeskanzlerin und CDU-Bundesvorsitzende, wohnte in den 1980er Jahren hier. In einem Interview mit dem SZ-Magazin bekannte Merkel, die leerstehende Wohnung zwar illegal renoviert und bewohnt, aber dennoch Miete an die kommunale Wohnungsverwaltung überwiesen zu haben.[10][11]
- Marienstraße 28: Siegfried Dehn, Musiktheoretiker und Kontrapunktlehrer, lebte von 1855 bis 1857 hier.
- Marienstraße 32 / Luisenstraße 39: Mori Ōgai, japanischer Militärarzt, Dichter und Übersetzer, lebte von 1887 bis 1888 hier. Seit 1989 ist in dem Haus die Mori-Ōgai-Gedenkstätte beheimatet.

- Der Künstler „DJ Fetisch“ lebte in der Marienstraße.[12]

## Institutionen in der Marienstraße
- Marienstraße 10: Am 2. April 1882 öffnete hier das Postamt N.W. 6 (später: Berlin 6), das sich zuvor in der Luisenstraße befunden hatte.[13] Von 1946 bis 1950 zog es in den Bahnhof Friedrichstraße, kehrte danach aber bis 1974 in die Marienstraße 10 zurück.[14] Der weitere Verbleib ist unklar. Der amtliche Stadtplan von Berlin vermerkt jedoch noch bis 1994 ein Postamt in der Marienstraße 10.[15]
- Marienstraße 11: Clubräume des Chaos Computer Club Berlin[16]
- Marienstraße 12: Der amtliche Stadtplan von Berlin verzeichnet im Hof von Marienstraße 12 zwischen 1966 und 1988 einen Sendeturm.[17][18]
- Marienstraße 19/20 (genaue Hausnummer unklar): Zwischen Juni 1945 und Oktober 1947 befand sich hier ein Stützpunkt des sowjetischen NKWD/MGB.[19] Eine unbekannte Zahl an Gefangenen wurde hier misshandelt und kam durch Verletzungen und Krankheiten um.[20]

## Übersicht der einzelnen Hausnummern
| Haus- nummer       | Baujahr   | Sanierungen                       | Wohn- einheiten | Objekt-Nr. | Sonstige Angaben | Foto                       |
| ------------------ | --------- | --------------------------------- | --------------- | ---------- | --- | -------------------------- |
| Marienstraße 1     | 1826      | um 1960 2002                      |                 | 09095862   | Bauherr: Christian Friedrich Kaphengst | Foto                       |
| Marienstraße 2     | 1843      | 2002                              | 8               | 09095863   | Johann Rolapp, Bildhauer; Wohnfläche: rund 1150 m² / Gewerbefläche: rund 200 m²; Gebäude war von Milieuschutzsatzung 1999 nicht betroffen.                                                                 | Foto                       |
| Marienstraße 3     | 1840      | 1870                              |                 | 09095864   | Bauherr: Jeremias Rudolph | Foto                       |
| Marienstraße 4     | 1838      |                                   |                 | 09095865   | Bauherr: Jeremias Rudolph | Foto                       |
| Marienstraße 5     | 1838      | 1870                              |                 | 09095866   | Bauherr: Fritz Florentin Niedlich, Kgl. Geh. Kanzlei Secretair | Foto                       |
| Marienstraße 6     | 1838      | 1870, historisierend überformt    |                 | 09095867   | Bauherr: Jeremias Rudolph | Foto                       |
| Marienstraße 7     | 1827      |                                   |                 | 09095868   | Hier befand sich im Revolutionsjahr 1848 ein Studentenkeller, der als Treffpunkt der bürgerlich-demokratischen Studentenbewegung der Berliner Universität diente.                                          | Nr. 7 am 29. Dezember 1959 |
| Marienstraße 8     | 1874      | um 1890, historisierend überformt |                 | 09095869   | Bauherr: Johann Gottlieb Gieps, Fuhrwerkbesitzer | Foto                       |
| Marienstraße 9     | 1883      | 1890, historisierend überformt    |                 | 09095870   | Bauherr: Gustav Gieps, Landwirt | Foto                       |
| Marienstraße 10    | 1828      |                                   |                 | 09095871   | Bauherr: Karl-Wilhelm Schweder, Justizrat. Treppen im Original erhalten | Foto                       |
| Marienstraße 11    | 1828      |                                   |                 | 09095872   | Bauherr: Johann Christian Possart, Kaufmann | Foto                       |
| Marienstraße 12    | 1827      | 2002                              |                 | 09095873   | Bauherr: David Broege, Fuhrherr; Gewerbefläche: rund 700 m² | Foto                       |
| Marienstraße 13    | 2000      |                                   |                 |            | Bauherr: Regional Hausbau GmbH; Architekt: Wimmeler; Bauart: Stahlbeton, Putzfassade; Grundstücksfläche: 795 m²; Überbaute Fläche: 446 m²; Bruttogeschossfläche: 2583 m²; Investitionssumme: 3,7 Mio. Euro |                            |
| Marienstraße 14    | 1827      | 2000                              | 20              | 09095875   | Bauherr: Theodor Wilhelm Franz Tropfke, Tischler; Wohnfläche: rund 1300 m². Die historische Treppe ist erhalten                                                                                            | Foto                       |
| Marienstraße 15    | 1828      |                                   |                 | 09095876   | Bauherr: Schüttler, Maurer | Foto                       |
| Marienstraße 16–17 | 1909–1910 |                                   |                 | 09095844   | Hotel Albrechtshof, Bauherr: Zentralverwaltung des Vereins für Berliner Stadtmission | Foto                       |
| Marienstraße 18    |           |                                   |                 |            | |                            |
| Marienstraße 19/20 | 1842      |                                   |                 | 09095877   | Bauherr: Wolf Hagelberg, Papier-Fabrikant. In der Fassadenmitte weist ein Medaillon mit einer Merkurbüste auf die Handelstätigkeit des Hausbesitzers hin.                                                  | Foto                       |
| Marienstraße 21    | 1838      |                                   |                 | 09095878   | Hier ist die historische Treppe ebenfalls erhalten. | Foto                       |
| Marienstraße 22    | 1827      |                                   |                 | 09095879   | | Foto                       |
| Marienstraße 23    | 1828      | 1870                              |                 | 09095880   | Bauherr: Friedrich Accum, Professor der Chemie & Lehrer an der Bauakademie | Foto                       |
| Marienstraße 24    | 1886      |                                   |                 | 09095881   | Bauherr: Clemens, Maurer | Foto                       |
| Marienstraße 25    | 1885      |                                   |                 | 09095882   | Bauherr: Gustav Boehme & Carl Diechmann, Glaser | Foto                       |
| Marienstraße 26    | 1893      |                                   |                 | 09095883   | Bauherr: Franz Klein, Maurer | Foto                       |
| Marienstraße 27    | 1831      |                                   |                 | 09095884   | Bauherr: Carl Friedrich Winckelmann, Butterhändler | Foto                       |
| Marienstraße 28    | 1840      | 1999                              | 10              | 09095885   | Bauherr: Heinrich Wilhelm Salge, Maurerpolier; Wohnfläche: rund 740 m² | Foto                       |
| Marienstraße 29    | 1841      | 1870                              |                 | 09095886   | Bauherr: Heinrich Wilhelm Salge, Maurerpolier | Foto                       |
| Marienstraße 30    |           |                                   |                 |            | |                            |
| Marienstraße 31    | 1840      |                                   |                 | 09095887   | Bauherr: Johann Carl Klauck, Tafeldecker | Foto                       |
| Marienstraße 32    | 1877      |                                   |                 | 09095861   | Bauherr: Hesterberg (Seifenfabrikant); seit 1989 Sitz der Mori-Ōgai-Gedenkstätte | Foto                       |

## Die Marienstraße in den Medien
- Die Protagonisten Stella und Ben in dem 2004 erschienenen Roman Spiel mit mir bewohnen eine ausgebaute Dachgeschosswohnung in der Marienstraße. „Fünfzig Meter die Marienstraße hinunter“ von der Albrechtstraße aus kommend befindet sich die Wohnung im Buch.[26]
- 2009 drehte das Berliner Popduo 2raumwohnung in der Marienstraße das Musikvideo zu ihrem Song Der letzte Abend auf der Welt. In dem Video spaziert die Sängerin Inga Humpe die Straße von der Luisenstraße in Richtung Albrechtstraße hinunter.[27]
- 2011 wählte die Schauspielerin und Sängerin Angela Winkler die Marienstraße für das Cover ihres ersten Albums Ich liebe Dich kann ich nicht sagen.[28]
- 2012 filmte die Kino-Kette CinemaxX einen Werbespot in der Marienstraße.[29]
- Am 14. Januar 2017 strahlte der RBB in seiner Reihe Heimatjournal die Sendung Ulli Zelle erkundet die Marienstraße aus.[30]

## Stolpersteine in der Marienstraße

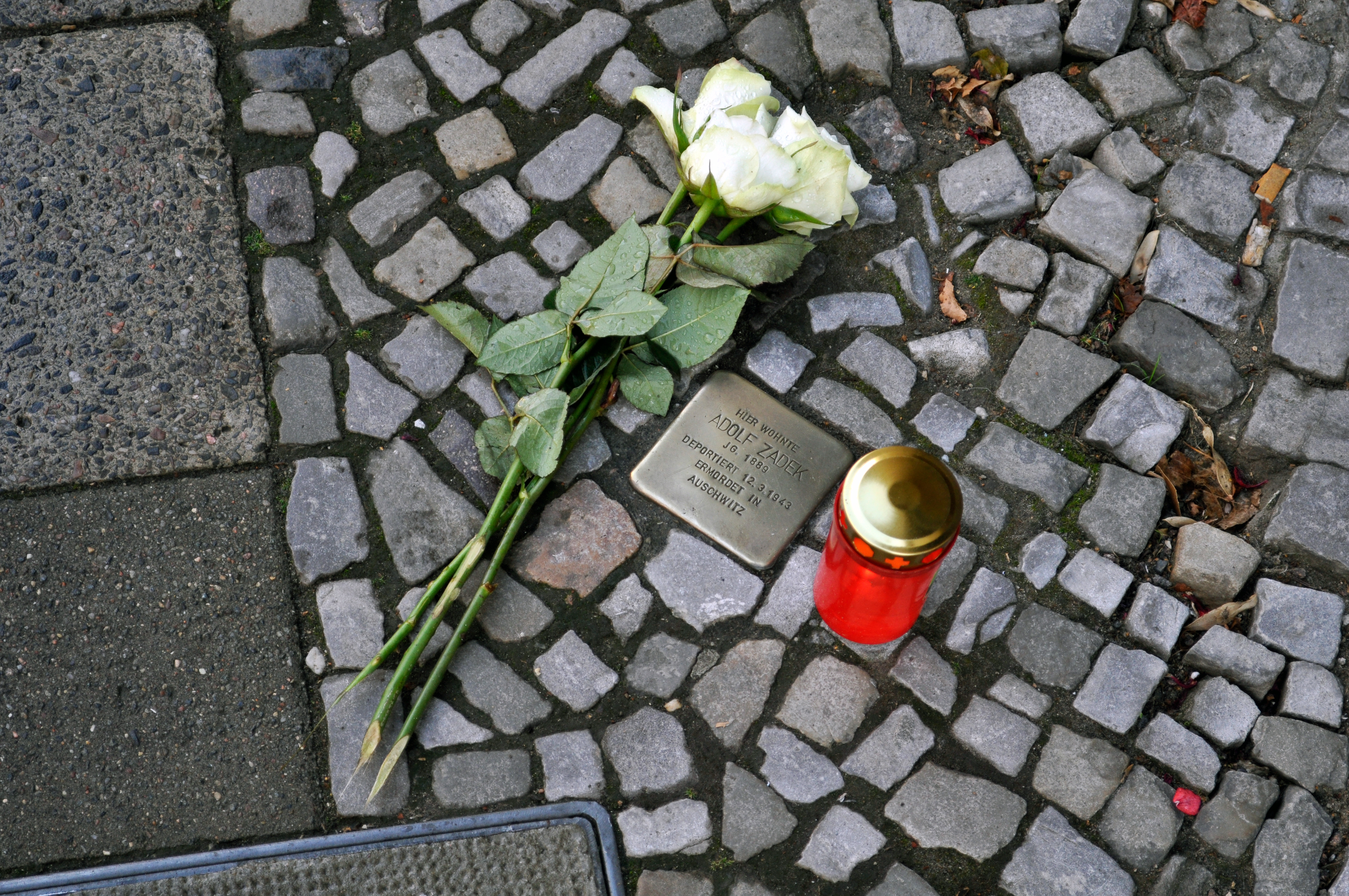
Stolperstein für Adolf Zadek vor Marienstraße 15

Am 20. Oktober 2014 wurden vor den Häusern in der Marienstraße 7, 15, 25 und 27 durch den Künstler Gunter Demnig Stolpersteine für die in der Zeit des Nationalsozialismus deportierten und ermordeten jüdischen Bewohner der Straße – Max Mosche Katzper, Bianka Levy, Adolf Zadek, Minna Seeliger, Edith Reiss, Nelly Henriette Reiss, Hermann Sziff und Klara Habel – verlegt. Bei der Gedenkveranstaltung nahmen neben dem Initiator Sebastian Pflum, vielen Anwohnern der Straße und Gästen auch Familienangehörige der Familie Habel aus Großbritannien und Israel sowie der britische Botschafter in Deutschland, Simon McDonald (KCMG), die Holocaust-Überlebende Margot Friedländer und der Militärattaché der Botschaft Israels in Berlin, Erez Katz, teil.